# Ришельевская гимназия
Ришельевская гимназия — среднее учебное заведение (гимназия) в Одессе, образованное в 1863 году.

## История
Образованный в 1817 году Ришельевский лицей по общему уставу образовательных учений от 1828 года был разделён на 11 классов; 
к 1831 году сложилось разделение лицея на 7 гимназических (включая 1-й приготовительный) классов и 4 лицейских класса. 
По Уставу лицея от 29 мая 1837 года связь лицейских и гимназических классов осталась только в части управления их одними и теми же лицами, помещения их в одном здании и финансирования. Лицейские классы фактически стали отдельным учебным заведением, по составу и правилам весьма близким к университетам, а гимназические классы продолжили действовать на основании устава от 8 декабря 1828 года; в лицейских классах преподавали профессора, а в гимназических — учителя. 
В гимназических классах предлагалось изучать два иностранных языка из шести (в числе которых были новогреческий и итальянский), причём обязательным был французский язык. 
Число учащихся с каждым годом росло. Сначала, в 1839 году, были открыты параллельные отделения при 2, 3, 4 и 5 классах. В 1847 году число учащихся лицейской гимназии достигло 684 человек. В 1848 году в Одессе была открыта 2-я гимназия, куда были переведены все приходящие ученики. Пансионеры и полупансионеры были оставлены в лицейской гимназии, которая стала называться 1-й гимназией, но оставалась в структуре Ришельевского лицея. В результате, в 1-й гимназии оказалось 146 человек, а во 2-й — 474.
В 1863 году 1-я Одесская гимназия с пансионом была отделена от лицея и получила название Ришельевская гимназия, в память пожертвования бывшего одесского градоначальника дюка де-Ришельё на пользу просвещения. Для размещения гимназии с пансионом с мая 1863 года по 1 сентября 1866 года был нанят «каменный дом в три этажа со всеми ему принадлежащими службами» графини Стенбок-Фермор, на углу Садовой и Торговой улиц. Обучение началось 16 августа 1863 года и первые два года существенных изменений в учебно-воспитательной части не произошло. С августа 1865 года гимназия стала работать по новому Уставу, по которому она стала классической: в основу образования была положена математика и древние классические языки (латинский и греческий); обязательным оставлено изучение новых языков — французского и немецкого. В 1865 году по недостатку средств был закрыт пансион, вследствие чего гимназия стала открытым заведением и число учеников в ней очень быстро увеличилось. Это улучшило финансовое положение и в 1870 году пансион был вновь открыт. В этом же году была учреждена должность почётного попечителя, которым был избран граф М. М. Толстой.
Будни гимназии изображены в автобиографических повестях Гарина-Михайловского «Детство Тёмы» и «Гимназисты».

## Директора
В 1863 году первым исполняющим должность директора был назначен инспектор лицея Николай Иванович Белый, которого в том же году сменил Иосиф Григорьевич Шершеневич (преподаватель древних языков).
В 1864 году директором гимназии был назначен Владимир Никитич Даль, который с 1 августа 1865 года был причислен к Государственному контролю и должность директора стал исполнять коллежский асессор Виктор Исаевич Стратонов; утверждённый в должности он руководил гимназией до 1870 года. При нём, в 1866 году, гимназия переехала в новое здание: взятое внаём у И. И. Фундуклея двухэтажное здание хлебного магазина на углу Торговой и Садовой улиц, было перестроено под нужды гимназии.
С 1870 года, до утверждения нового директора, гимназией управлял окружной инспектор М. Т. Пятин. С 1871 года директором был назначен Николай Карлович Геек; с 4 августа 1873 года — Николай Николаевич Порунов; с 7 октября 1875 года — Степан Степанович Сабинин, умерший 21 сентября 1877 года.
В течение трёх месяцев должность директора исполнял бывший в 1873—1878 годах инспектором гимназии, К. Я. Белицкий. С 1 января 1878 года гимназия находилась под энергичным управлением нового директора, Константина Андреевича Пятницкого.
С 1 августа 1892 года директором гимназии был К. Я. Белицкий.

## Преподаватели
- Шершеневич, Иосиф Григорьевич — древние языки
- Пятницкий, Константин Андреевич — древние языки
- Белицкий, Карл Яковлевич — древние и немецкий языки
- Опацкий, Станислав Флорианович — древние языки (1870—1876)
- Сабинин, Степан Степанович — древние языки
- Ленц, Николай Иванович — русский язык и словесность (1857—1864)
- Кочубинский, Александр Александрович — русский язык и словесность
- Кононович, Александр Константинович — математика и физика
- Стратонов, Виктор Исаевич — история и география
- Порунов, Николай Николаевич — история и география
- Турчаковский, Климент Иванович — история и география
- Кощуг, Иван Фёдорович — естественные науки
- Шапеллон, Август Альфонсович — французский язык
- Швайкевич, Александр Харитонович — рисование (1874—?)

## Выпускники
См. также: Выпускники Ришельевской гимназии
1865
- Николай Скадовский

1867
- Александр Кононович

1870
- Пётр Теллалов

1871
- Николай Гарин-Михайловский
- Иван Слишинский

1875
- Яков Бардах
- Михаил Врубель (золотая медаль)

1879
- Александр Мануйлов (серебряная медаль)

1883
- Александр Гуковский
- Василий Гурко

1884
- Даниил Заболотный

1890
- Юлий Айхенвальд

1891
- Дмитрий Левицкий

1892
- Евгений Буницкий

1896
- Михаил Латри

1897
- Владимир Воробьёв

1899
- Всеволод Лебединцев
- Владимир Рихтер

1904
- Леонид Гроссман (серебряная медаль)

1907
- Андрей Гулый-Гуленко
- Владимир Мюллер

1908
- Сергей Рубинштейн (золотая медаль)

1909
- Антон Туркул

1916
- Николай Рубинштейн (золотая медаль)

1917
- Юрий Олеша (золотая медаль)